# Петра Ясапаті
Петра Ясапаті (угор. Petra Jászapáti, нар. 31 грудня 1998) — угорська шорт-трекістка, бронзова призерка Олімпійських ігор 2022 року.

## Олімпійські ігри
| Рік  | Місто                     | 500 метрів | 1000 метрів | 1500 метрів | Е | ЗЕ  |
| ---- | ------------------------- | ---------- | ----------- | ----------- | - | --- |
| 2018 | Пхьончхан, Південна Корея | 13         | 24          | 6           | 4 | Н/Д |
| 2022 | Пекін, Китай              | 7          |             |             |   | 2   |